# Komenda Rejonu Uzupełnień Gniezno

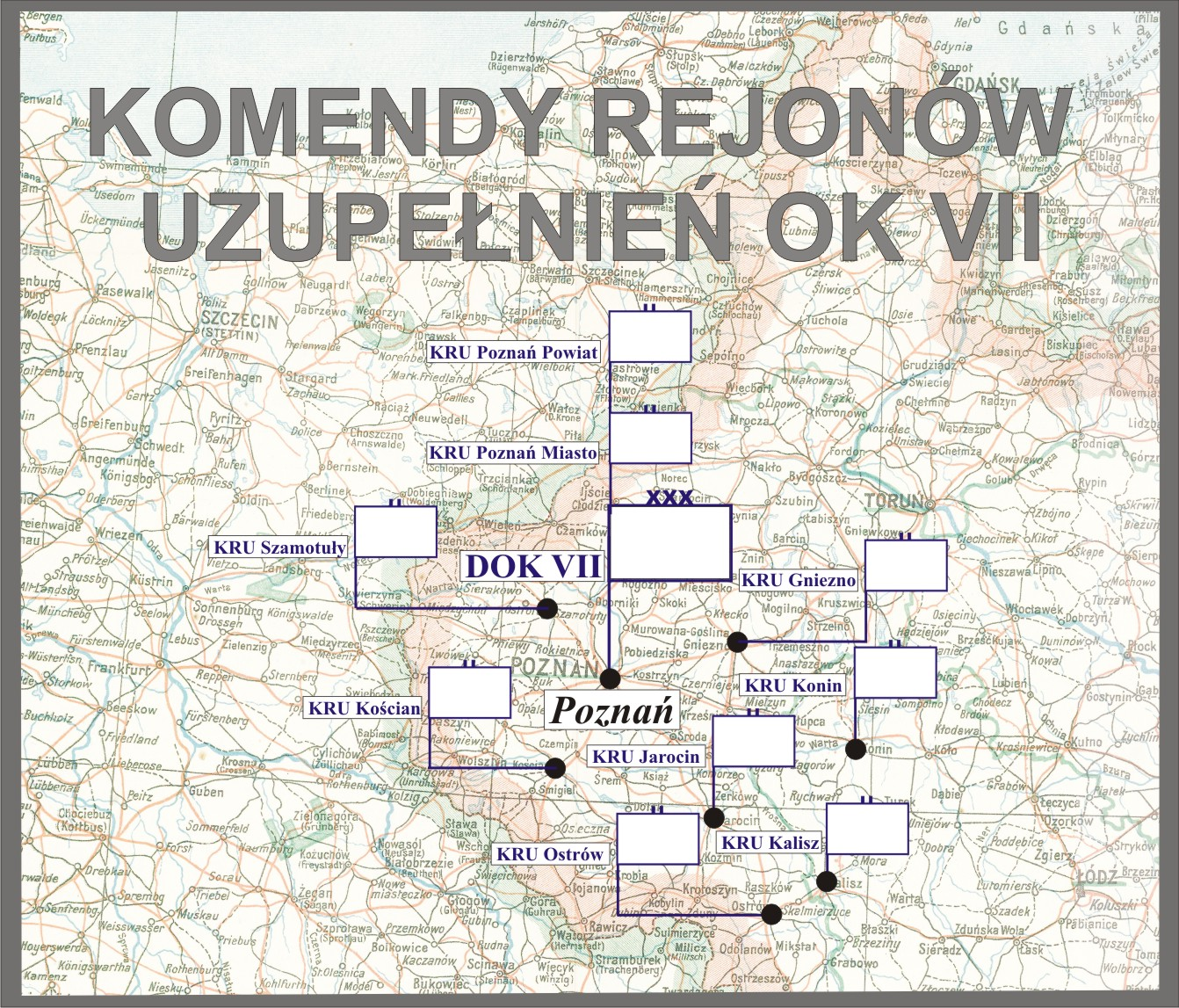
Komendy rejonów uzupełnień DOK VII

Komenda Rejonu Uzupełnień Gniezno (KRU Gniezno) – organ wojskowy właściwy w sprawach uzupełnień Sił Zbrojnych II Rzeczypospolitej i administracji rezerw w powierzonym mu rejonie.

## Historia komendy
W czerwcu 1921 roku Powiatowa Komenda Uzupełnień Gniezno była podporządkowana Dowództwu Okręgu Generalnego „Poznań” i obejmowała swoją właściwością powiaty: gnieźnieński, średzki, wągrowiecki, witkowski i wrzesiński.
15 listopada 1921 roku, po wprowadzeniu podziału kraju na dziesięć okręgów korpusów oraz wprowadzeniu pokojowej organizacji służby poborowej, dotychczasowa PKU Gniezno została podporządkowana Dowództwu Okręgu Korpusu Nr VII w Poznaniu i obejmowała swoją właściwością powiaty: gnieźnieński, witkowski, wrzesiński i poznański wschodni. Powiat średzki został włączony do nowo powstałej PKU Jarocin, natomiast powiat wągrowiecki do nowo utworzonej PKU Szubin na obszarze sąsiedniego Okręgu Korpusu Nr VIII. W siedzibie każdego z powiatów rezydować miał oficer ewidencyjny. W 1923 roku stanowiska te nie zostały obsadzone.
Z dniem 1 stycznia 1925 roku zostały zniesione dwa odrębne powiaty poznański zachodni i poznański wschodni, a w ich miejsce utworzony jeden powiat poznański z siedzibą starostwa w Poznaniu. Nowo utworzony powiat poznański został włączony do PKU Poznań Powiat, natomiast PKU Gniezno od tego czasu administrowała powiatami: gnieźnieńskim, witkowskim i wrzesińskim.
Z dniem 10 stycznia 1927 roku, w związku z likwidacją PKU Gostyń, minister spraw wojskowych dokonał zmian w podziale terytorialnym Okręgu Korpusu Nr VII. W ramach tych zmian z PKU Jarocin został wyłączony powiat średzki i włączony do PKU Gniezno.
Z dniem 1 kwietnia 1927 roku został zniesiony powiat witkowski, a należące do niego miasta, gminy wiejskie i obszary dworskie włączone do powiatów gnieźnieńskiego i wrzesińskiego.
W marcu 1930 roku PKU Gniezno była nadal podporządkowana DOK VII w Poznaniu i administrowała miastem Gniezno oraz powiatami: gnieźnieńskim, wrzesińskim i średzkim. W grudniu tego roku komenda posiadała skład osobowy typ IV.
1 lipca 1938 roku weszła w życie nowa organizacja służby uzupełnień, zgodnie z którą dotychczasowa PKU Gniezno została przemianowana na Komendę Rejonu Uzupełnień Gniezno przy czym nazwa ta zaczęła obowiązywać 1 września 1938 roku, z chwilą wejścia w życie ustawy z dnia 9 kwietnia 1938 roku o powszechnym obowiązku wojskowym. Obok wspomnianej ustawy i rozporządzeń wykonawczych do niej, działalność KRU Gniezno normowały przepisy służbowe MSWojsk. D.D.O. L. 500/Org. Tjn. Organizacja służby uzupełnień na stopie pokojowej z 13 czerwca 1938 roku. Zgodnie z tymi przepisami komenda rejonu uzupełnień była organem wykonawczym służby uzupełnień .
Komendant rejonu uzupełnień w sprawach dotyczących uzupełnień Sił Zbrojnych i administracji rezerw podlegał bezpośrednio dowódcy Okręgu Korpusu Nr VII, który był okręgowym organem kierowniczym służby uzupełnień. Rejon uzupełnień nie uległ zmianie i nadal obejmował miasto Gniezno oraz powiaty: gnieźnieński, wrzesiński i średzki.
16 września 1939 roku komendant RU major Kański objął dowództwo II batalionu 360 pp i na jego czele walczył w obronie Warszawy. Po kapitulacji załogi stolicy przebywał w niemieckiej niewoli m.in. w Oflagu II C Woldenberg. Zmarł 21 lipca 1968 roku. W tym samym pułku walczył również kapitan Walerian Marian Rzepecki. 28 września 1939 roku dostał się do niemieckiej niewoli. Przebywał w Oflagach II A, XI A i II B Arnswalde .

## Obsada personalna
Poniżej przedstawiono wykaz oficerów zajmujących stanowisko komendanta Powiatowej Komendy Uzupełnień i komendanta rejonu uzupełnień oraz wykaz osób funkcyjnych (oficerów i urzędników wojskowych) pełniących służbę w PKU i KRU Gniezno, z uwzględnieniem najważniejszych zmian organizacyjnych przeprowadzonych w 1926 i 1938 roku.
| Komendanci                               | Komendanci              | Komendanci                                                      |
| ---------------------------------------- | ----------------------- | --------------------------------------------------------------- |
| Stopień, imię i nazwisko                 | Okres pełnienia funkcji | Kolejne stanowisko (dalsze losy)                                |
| zastępca oficera / por. Józef Śmielewski | 6 II 1919 – 22 V 1920   | komendant PKU Bydgoszcz                                         |
| mjr piech. Leopold Leparski              | 22 V 1920 – 6 VI 1921   | Rezerwa ofic. i urz. wojsk. przy Sekcji Uzup. i Poboru MSWojsk. |
| ppłk / płk art. Antoni Loster            | 6 VI 1921 – 1 XI 1921   | stan spoczynku                                                  |
| ppłk / płk piech. Zygmunt Rust           | 1923 – III 1925         | inspektor poborowy DOK VII                                      |
| mjr piech. Stanisław Marcinek            | p.o. V – 1 XI 1925      | referent w Dep. I MSWojsk.                                      |
| mjr piech. Aleksander Kurowski           | I – 1 XII 1926          | komendant PKU Poznań Powiat                                     |
| mjr piech. Eugeniusz Sypniewski          | XII 1926 – VII 1927     | komendant PKU Łódź Miasto II                                    |
| ppłk piech. Gustaw Płaskowicki           | VII 1927 – 31 XII 1928  | stan spoczynku                                                  |
| ppłk dypl. art. Karol Matkowski          | IV 1928 – 1 VII 1930    | zwolniony ze stanowiska                                         |
| mjr piech. Henryk Schenk                 | IX 1930 – III 1932      | komendant PKU Kraśnik                                           |
| ppłk piech. Ludwik Eugeniusz Stankiewicz | III 1932 – 31 VIII 1935 | stan spoczynku                                                  |
| mjr piech. Władysław Feliks Kański       | VIII 1935 – 1939        | dowódca II/360 pp od 16 IX 1939                                 |

| Obsada pozostałych stanowisk funkcyjnych PKU w latach 1921–1925 | Obsada pozostałych stanowisk funkcyjnych PKU w latach 1921–1925 | Obsada pozostałych stanowisk funkcyjnych PKU w latach 1921–1925 | Obsada pozostałych stanowisk funkcyjnych PKU w latach 1921–1925 |
| --------------------------------------------------------------- | --------------------------------------------------------------- | --------------------------------------------------------------- | --------------------------------------------------------------- |
| Nazwa stanowiska etatowego                                      | Stopień, imię i nazwisko                                        | Okres pełnienia funkcji                                         | Kolejne stanowisko (dalsze losy)                                |
| I referent                                                      | kpt. piech. Stanisław Wojciech Błażejewski                      | 1923 – II 1926                                                  | kierownik I referatu                                            |
| II referent                                                     | urzędnik wojsk. XI rangi / chor. Władysław Czabania             | od 10 V 1923                                                    |                                                                 |
| II referent                                                     | kpt. kanc. Zygmunt Wołosewicz                                   | XI 1924 – I 1925                                                | II referent PKU Święciany                                       |
| II referent                                                     | por. kanc. Jan Birecki                                          | III 1925 – II 1926                                              | referent inwalidzki                                             |
| referent inwalidzki                                             | urzędnik wojsk. XI rangi / por. kanc. Jan Birecki               | 1923 – ?                                                        | 15 DP                                                           |
| referent inwalidzki                                             | por. kanc. Bolesław Bogacki                                     | V 1925 – II 1926                                                | kierownik II referatu                                           |
| referent                                                        | urzędnik wojsk. X rangi Józef Bułas                             | 1923                                                            |                                                                 |
| oficer instrukcyjny                                             | por. piech. Leon Kukla                                          | 1923 – 1924                                                     |                                                                 |
| oficer ewidencyjny Powiat Poznań Wsch.                          | por. rez. tab. zatrz. w sł. czyn. Mirosław Jan Gulbiński        | V – 4 IX 1923                                                   | OE Gniezno                                                      |
| oficer ewidencyjny Powiat Poznań Wsch.                          | urzędnik wojsk. XI rangi / por. kanc. Kazimierz Jencz           | 4 IX 1923 – III 1925                                            | referent inwalidzki PKU Poznań Powiat                           |
| oficer ewidencyjny Witkowo                                      | urzędnik wojsk. XI rangi / por. kanc. Antoni Woźniak            | od I 1924                                                       |                                                                 |
| oficer ewidencyjny Gniezno                                      | urzędnik wojsk. XI rangi Kazimierz Jencz                        | do 4 IX 1923                                                    | OE Poznań Wschód                                                |
| oficer ewidencyjny Gniezno                                      | por. rez. tab. Mirosław Jan Gulbiński                           | od 4 IX 1923                                                    |                                                                 |
| oficer ewidencyjny Września                                     | urzędnik wojsk. XI rangi Władysław Siennicki                    | 1 VI – 1 IX 1923                                                | OE Oborniki PKU Szamotuły                                       |
| oficer ewidencyjny Września                                     | urzędnik wojsk. XI rangi / por. kanc. Józef Kozak               | 1 IX 1923 – VIII 1924                                           | 8 dżand.                                                        |
| Obsada pozostałych stanowisk funkcyjnych PKU w latach 1926–1938 |                                                                 |                                                                 |                                                                 |
| kierownik I referatu administracji rezerw                       | kpt. piech. Stanisław Wojciech Błażejewski                      | od II 1926                                                      |                                                                 |
| kierownik I referatu administracji rezerw                       | mjr tab. Jerzy Chrzanowski                                      | X 1927 – III 1929                                               | dyspozycja dowódcy OK VII                                       |
| kierownik I referatu administracji rezerw                       | mjr piech. Henryk Schenk                                        | III 1929 – IX 1930                                              | komendant PKU                                                   |
| kierownik I referatu administracji rezerw                       | kpt. piech. Feliks Sieńczewski                                  | IX 1930 – był w VI 1935                                         |                                                                 |
| kierownik II referatu poborowego                                | por. kanc. Bolesław Bogacki                                     | II 1926 – I 1927                                                | referent PKU Poznań Miasto                                      |
| kierownik II referatu poborowego                                | kpt. tab. Stanisław Józef II Nowakowski                         | IV 1928 –                                                       |                                                                 |
| kierownik II referatu poborowego                                | por. piech. Leon Antoni Nowaczkiewicz                           | IX 1930 – VII 1935                                              | dyspozycja dowódcy OK VII                                       |
| referent                                                        | por. piech. Leon Antoni Nowaczkiewicz                           | II 1926 – IX 1930                                               | kierownik II referatu                                           |
| referent inwalidzki                                             | por. kanc. Jan Birecki                                          | od II 1926                                                      |                                                                 |
| Obsada pozostałych stanowisk funkcyjnych KRU w latach 1938–1939 |                                                                 |                                                                 |                                                                 |
| kierownik I referatu ewidencji                                  | kpt. adm. (piech.) Walerian Marian Rzepecki                     | 1939                                                            | 360 pp                                                          |
| kierownik II referatu uzupełnień                                | kpt. adm. (piech.) Bolesław Cieślak                             | 1939                                                            |                                                                 |